# Pathee
Pathee（パシー）は、徒歩5分圏内の地域情報を検索できるウェブサイト。運営者は株式会社Pathee。

## 概要
Patheeは、徒歩5分圏内の地域情報を検索できるウェブサイト。地域から検索するのではなく、自分の今いる場所またはこれから向かう任意の地点から、歩いて5分以内のスポットを対象としているのが特徴。

## 歴史
- 2013年9月：サービス開始[3]
- 2015年8月：iOS版をフルリニューアル[4]
- 2019年3月：月間訪問者数が500万人を突破[5]